# Greg Cunningham

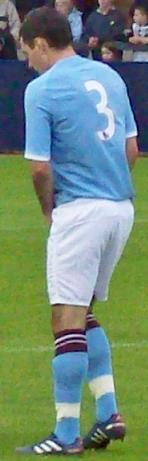
Greg Cunningham

Gregory ("Greg") Richard Cunningham (31 januari 1991) is een Iers voetballer die voor Cardiff City FC en het Iers voetbalelftal speelt. Cunningham speelt linksachter.

## Statistieken
| Seizoen | Club                   | Competitie     | Duels | Goals |
| ------- | ---------------------- | -------------- | ----- | ----- |
| 2009/10 | Manchester City FC     | Premier League | 2     | 0     |
| 2010/11 | → Leicester City FC    | Championship   | 13    | 0     |
| 2011/12 | → Nottingham Forest FC | Championship   | 27    | 0     |
| 2012/13 | Bristol City FC        | Championship   | 30    | 1     |
| 2013/14 | Bristol City FC        | League One     | 37    | 1     |
| 2014/15 | Bristol City FC        | League One     | 24    | 2     |
| 2015/16 | Preston North End FC   | Championship   | 43    | 2     |
| 2016/17 | Preston North End FC   | Championship   | 40    | 1     |
| 2017/18 | Preston North End FC   | Championship   | 20    | 1     |
| 2018/19 | Cardiff City FC        | Premier League | 0     | 0     |
| Totaal  | Totaal                 | Totaal         | 236   | 8     |

## Erelijst
| Kampioen League One    | 1x | 2014/15 |
| Football League Trophy | 1x | 2014/15 |